# Мартіна Стелла
Мартіна Стелла (італ. Martina Stella ;28 листопада 1984) - італійська актриса та сценаристка. Відома за фільмами «Останній поцілунок» (2001), «Дев'ять» (2009), «Дванадцять друзів Оушена» (2004) і «Локдаун по-італійськи» (2020).

## Біографія
Стелла дебютувала в кінематографі у віці 16 років у 2001 році у фільмі «L'ultimo bacio». Фільм мав успіх в Італії  і був номінований на кілька нагород Давида ді Донателло, включаючи Найкращий фільм.
«L'ultimo bacio» вийшов на міжнародному рівні під назвою «Останній поцілунок» для англомовної аудиторії. Відгуки про виступ Стелли у ролі Франчески, прекрасної дівчини-підлітка, яка спокушає Карло (Стефано Аккорсі) чоловіка у відданих стосунках, загалом були позитивними. Один американський рецензент порівняв її з молодою Різ Уізерспун , а інший описав її зображення більш детально:
В американському фільмі Франческа була б представлена як незаймана із задумом, схожим на Брітні Спірс, або баналізована як безглуздий бімбо. У «Останньому поцілунку» вона представлена без судження як нормальна сексуально активна дівчина, якій багато чого можна дізнатись про чоловіків. Це врівноважений і симпатичний портрет. 
Стелла продовжувала будувати кар’єру актриси в італійських фільмах, зокрема у фільмі «Амнезія» 2002 року, режисером якого був минулий лауреат Оскара Габріеле Сальваторес. Її кінокар'єра також включала невелику роль у голлівудському фільмі «Дванадцять друзів Оушена» 2004 року. Вона вивчала англійську за роллю у фільмі Роба Маршалла «Дев'ять» 2009 року. 
Стелла дебютувала в театрі в 2002 році в Aggiungi un posto a tavola . Ненадовго повернулася на сцену в 2006 році в Ромео і Джульєтта. Стелла також виконувала провідні ролі в різних італійських телевізійних проектах, включаючи мінісеріали «Le ragazze di San Frediano» та «Пайпер».

## Інші проєкти
У липні 2014 року група AMBI оголосила, що вибрала права на сценарій Стелли O.O.B.I., який у червні 2014 року отримав нагороду за найкращий сценарій на третьому виданні Італійського фестивалю сучасного кіно в Торонто. 
Стелла була представником різних комерційних продуктів (насамперед одягу та косметики) та кількох благодійних цілей.
Стелла часто відвідує італійські телевізійні ток-шоу, щоб просувати свої акторські проекти та інтереси. Вона також стала жертвою витівки на італійському телебаченні «Scherzi a Parte», і вона знялася у кліпі на пісню «Вічна жінка» бельгійської групи dEUS.

## Особисте життя
Була у стосунках з Валентіно Россі, Лапо Елканном та Примо Реджані. З 2011 р. до 2014 р. Мала стосунки з перукарем-стилістом Габріеле Грегоріні, з яким познайомилася на зйомках «Всі божевільні від любові» (італ. Tutti pazzi per amore) (2008). У пари 30 жовтня 2012 року народилася донька Женева .
У лютому 2015 року оприлюднила стосунки з футбольним агентом Андреа Манфредонія, за якого вийшла заміж 3 вересня 2016 року.

## Фільмографія

### Кінострічки
| Рік  | Фільм                                                          | Роль             | Примітки                      |
| ---- | -------------------------------------------------------------- | ---------------- | ----------------------------- |
| 2001 | Останній поцілунок                                             | Франческа        | Режисер: Габріеле Муччіно     |
| 2002 | Амнезія                                                        | Люсі             | Режисер: Габріеле Сальваторес |
| 2002 | Навіть уві сні (італ. Nemmeno in un sogno)                     | Вале             |                               |
| 2002 | Ідеальна любов (італ. Un amore perfetto)                       | Лаура            |                               |
| 2004 | Дванадцять друзів Оушена                                       | Помічниця Нагеля | Режисер: Стівен Содерберг     |
| 2008 | К. Бандит (італ. K. Il bandito)                                | Клара            |                               |
| 2008 | Ранній птах ловить хробака(італ. Il mattino ha l'oro in bocca) | Крістіна         |                               |
| 2008 | Насіння розбрату (італ. Il seme della discordia)               | Nike             |                               |
| 2009 | Дев'ять                                                        | Донателла        | Режисер: Роб Маршалл          |
| 2009 | Літо в Карибському морі (італ. Un'estate ai Caraibi)           | Лаура            | Режисер: Карло Ванціна        |
| 2010 | Зустріньте друга (італ. Ti presento un amico)                  | Габріела         | Режисер: Карло Ванціна        |
| 2014 | Смак від вас (італ. Sapore di te)                              | Анна             | Режисер: Карло Ванціна        |
| 2018 | П’ятизіркове Різдво (італ. Natale a cinque stell)              | Джулія Россі     | Режисер: Марко Рісі           |
| 2020 | Локдаун по-італійськи                                          | Тамара           | Режисер: Енріко Ванціна       |

### Телебачення
| Рік  | Фільм                                                                        | Роль                         | Примітка    |
| ---- | ---------------------------------------------------------------------------- | ---------------------------- | ----------- |
| 2003 | Август. Молодий імператор                                                    | Молода Лівія                 |             |
| 2004 | Пори року в серці (італ. Le stagioni del cuore)                              | Емма Валенті                 |             |
| 2006 | Чорна стрілка (італ. La freccia nera)                                        | Джованна Бентіволіо ді Фанес | міні-серіал |
| 2007 | Дівчата Сан-Фредіано (італ. Le ragazze di San Frediano)                      | Сільванія                    | міні-серіал |
| 2007 | Пайпер (італ. Piper)                                                         | Мілена                       |             |
| 2009 | Вбивчі жінки (італ. Donne assassine)                                         | Патриція                     |             |
| 2011 | Тіберіо Мітрі: чемпіон і промах (італ. Tiberio Mitri: il campione e la miss) | Фульвія Франко               |             |
| 2011 | Ангели та діаманти (італ. Angeli e diamanti)                                 | Джорджія                     |             |
| 2011 | Всі божевільні від любові 3(італ. Tutti pazzi per amore 3)                   | Еліза Тромбетті              |             |
| 2012 | Карузо, голос любові (італ. Caruso, la voce dell'amore)                      | Ріна Джачетті                |             |